# Mariusz Wiesiak
Mariusz Wiesiak (Toruń, 1 de abril de 1981) es un ciclista polaco ya retirado.

## Palmarés
| 2002 - La Roue Tourangelle 2003 - Giro del Mendrisiotto - Coppa Caivano 2004 - 1 etapa del The Paths of King Nikola - 1 etapa del Szlakiem Grodów Piastowskich - 1 etapa del Tour de Japón 2005 - 2 etapas del Tour de Camerún - 1 etapa del Tour de Hokkaido | 2006 - 2 etapas del Tour de Hokkaido 2009 - 1 etapa del Tour de Kumano 2012 - 1 etapa del Tour de Malopolska |